# Henrike Grohs
Henrike Grohs (* 8. Juni 1964 in West-Berlin; † 13. März 2016 in Grand-Bassam, Elfenbeinküste) war eine deutsche Kulturmanagerin und Ethnologin.

## Leben
Grohs war die Tochter der Ethnologin Elisabeth Grohs, geborene Beringer (1931–1996) und des Afrikawissenschaftlers Gerhard Grohs. Sie stammte aus Berlin und wuchs in Mainz auf, wo sie 1983 am Gutenberg-Gymnasium ihr Abitur ablegte. Danach studierte sie an der Freien Universität Berlin Ethnologie. Zwischen 2002 und 2009 war sie Projektmanagerin beim Education-Programm der Berliner Philharmoniker und arbeitete zusammen mit Peter Winkels als Kulturmanagerin am Next-Interkulturelle Projekte im Haus der Kulturen der Welt (HKW) in Berlin. 2009 wechselte sie als Referentin für Kultur und Entwicklung an das Goethe-Institut in Johannesburg in Südafrika. Sie war Mitglied im digitalen Konzept von Music In Africa der gleichnamigen im Juli 2013 gegründeten Music In Africa Foundation mit Unterstützung der Siemens Stiftung. Von 1. Dezember 2013 an leitete sie das Goethe-Institut in Abidjan in der Elfenbeinküste.
Grohs kam bei den Anschlägen am 13. März 2016 in Grand-Bassam ums Leben. Mit ihr starben 14 weitere Zivilisten. Sie wurde 51 Jahre alt.
Zu ihren Ehren wird vom Goethe-Institut ab 2017 jährlich der mit 20.000 Euro dotierte „Henrike-Grohs-Preis für afrikanische Künstler“ (englisch Henrike Grohs Prize for African artists) verliehen.